# Дейвид Маунтбатън
Дейвид Майкъл Маунтбатън (12 май 1919 – 14 април 1970) е трети маркиз на Милфорд Хейвън, граф на Медина (1921 – 1938) и виконт на Олдърни (до 1921).

## Живот
Той е син на Джордж Маунтбатън, втори маркиз на Милфорд Хейвън, и Надежда дьо Торби. Неговият дядо, Лудвиг Александър фон Батенберг е брат на княз Александър I Батенберг, а баба му, Виктория Хесен-Дармщатска, е внучка на кралица Виктория. По майчина линия е и потомък на руския император Николай I и на поета Александър Пушкин.
Израства в Холипорт, Бъркшир. Поддържа близко приятелство с първия си братовчед, единбургския херцог Филип Маунтбатън, съпруг на кралица Елизабет II.
Маркиз Дейвид Маунтбатън умира на 14 април 1970 г. на жп гара Уотърло в Лондон. Погребан е в семейната гробница на рода Маунтбатън в Уипингам на о-в Уайт.

## Фамилия
Първи брак: на 4 февруари 1950 г. във Вашингтон с разведената американка Ромейн Далгрин Пиърс (1923 – 1975). Развеждат се през 1954 г. в Мексико и нямат деца.
Втори брак: на 17 ноември 1960 г. в Лондон с Джанет Мерседес Брис (1937). Двамата имат две деца:
- Джордж Айвър Луис Маунтбатън (* 6 юни 1961), четвърти маркиз Милфорд Хейвън
- Лорд Айвар Александър Маунтбатън (* 9 март 1963)